# Trónok harca (5. évad)
A Trónok harca című amerikai fantasy-drámasorozat ötödik évadja az Amerikai Egyesült Államokban 2015. április 24-én indult a HBO televíziós csatornán, a befejező epizód június 14-én került adásba. Magyarországon egy napos csúszással, április 13-án debütált és június 15-én fejeződött be. A korábbi évadokhoz hasonlóan az ötödik évad is tíz darab, egyenként kb. 50-60 perces epizódból áll.
Az évad eseményei nagyrészt George R. R. Martin a sorozat alapjául szolgáló regényfolyamának, A tűz és jég dalának a negyedik (Varjak lakomája) és ötödik (Sárkányok tánca) kötetén alapul. Emellett a harmadik kötetből (Kardok vihara) is tartalmaz bizonyos elemeket, de olyan eseményeket is megjelentet, melyek nem szerepelnek Martin eddigi regényeiben. A sorozat többi évadjához hasonlóan a hatodik évadot is David Benioff és D. B. Weiss producerek adaptálták képernyőre.
Az évad a korábbi epizódok visszatérő szereplői – többek között Peter Dinklage, Nikolaj Coster-Waldau, Lena Headey, Emilia Clarke és Kit Harington – mellett új vendégszereplőket is felvonultat, köztük Jonathan Prycet és Alexander Siddiget.

## Összefoglaló
Meereenben a Hárpia fiai nevű csoport lázadást indít Daenerys Targaryen uralma ellen. A béke visszaállítása érdekében Daenerys beleegyezik, hogy ismét megnyitja az általa korábban bezárt küzdőtereket és feleségül megy Hizdahr zo Loraqhoz.
Tyrion Lannister és Varys Meereenbe vezető útjuk során Pentosba érkezik. Volantisban Jorah Mormont elrabolja Tyriont, hogy ajándékként átadva őt Daenerysnek bocsánatot nyerhessen árulása miatt. Daenerys azonban tanácsadóként fogadja fel Tyriont és száműzi Joraht. A Hárpia Fiai megtámadják Daeneryst, aki sárkánya, Drogon hátán elmenekül és a dothrakiak földjén ér földet.
A Falnál az újonnan megválasztott parancsnok, Havas Jon szövetséget köt a vadakkal. Elkezdik kitelepíteni őket Rideghonból, ahol a Mások és a holtak seregei támadást indítanak ellenük. Samwell Tarly és Gilly Óvárosba megy, az idős Aemon mester eközben meghal. Az Éjjeli Őrség egy része kiábrándul Jonból és árulóként tekintik parancsnokukat, akit hamarosan csapdába csalnak és halálra késelnek.
Kisujj Robin Arrynt a Royce-ház gondjaira bízza és Deresbe utazik Sansa Stark társaságában. Deresben Sansa feleségül megy Ramsay Boltonhoz, szövetséget kötve a Völgy és a Boltonok között. A szadista Ramsay testi és lelki kínzásai elől Sansa Theon Greyjoy segítségével megszökik.
Északi táborában Stannis Baratheon megadja magát Melisandre követeléseinek és máglyahalálra ítéli saját lányát a Fény Urának áldozataként. Felesége, Selyse bűntudatában öngyilkos lesz, Stannis seregének egy része pedig dezertál. Melisandre is elmenekül a Falhoz. Maradékseregivel Stannis a Derest uraló Boltonok ellen vonul, de teljes vereséget szenved. A csata után a sérült Stannisszel Tarthi Brienne végez, bosszúból Renly Baratheon megöléséért.
Királyvárban Margaery Tyrell és Tommen Baratheon esküvője után Cersei Lannister hatalmat ad A Hét követőinek egyik radikális szárnyának. A Főveréb névre hallgató vezetőjük segítségével a szekta egyre inkább megerősödik és kemény kézzel megtorol minden, általa tisztátalanságnak vélt cselekedetet. Nemsokára Loras Tyrell, Margaery és maga Cersei is börtönben találja magát, különböző vádakkal.
Dorne-ban a Homokkígyók, Oberyn Martell törvénytelen lányai és Homok Ellaria bosszút esküszik Oberyn halála miatt. Miután üzenet érkezik Királyvárba, Jaime Lannister és Bronn Done-ba utazik Myrcella Baratheon megmentésére. Oberyn testvére, Dorne uralkodója, Doran Martell felfedezi, hogy az üzenetet Ellaria küldte és szabadon elengedi Myrcellát, hogy hazatérhessen a két férfival. Myrcella azonban a hajóúton meghal, mert Ellaria korábban orvul megmérgezte.
Arya Stark Braavosba érkezik és elkezdi kiképzését az Arcnélküli Emberrel. Amikor megtudja, hogy Meryn Trant Braavosban tartózkodik, Arya egy ellopott arccal álcázva magát – korábbi sérelmeit megtorolva – megöli a férfit. A templomba visszatérve Arya megvakul, büntetésből engedetlensége miatt.

## Epizódok listája
| Sor. | Év. | Cím                                                                    | Rendező          | Író                          | Premier                             | Nézettség   |
| --- | --- | ---------------------------------------------------------------------- | ---------------- | ---------------------------- | ----------------------------------- | ----------- |
| 41. | 1.  | Eljövendő háborúk / Az eljövendő háborúk (The Wars to Come)            | Michael Slovis   | David Benioff és D. B. Weiss | 2015. április 12. 2015. április 13. | 8 millió    |
| Tywin temetésén Cersei nekitámad Jaime-nek, amiért engedte megszökni Tyriont. Lancel Lannister visszatér a városba, immár mint egy fanatikus hívő, aki a „verebek” közé tartozik. Varys rábeszéli Tyriont, hogy menjen Meerenbe és segítsen Daenerysnek. Meerenben a Hárpia Fiai követnek el orgyilkosságokat az új renddel szembeni ellenérzéseik miatt, miközben Hizdahr zo Loraq sikertelenül próbálja elérni Daenerysnél, hogy az nyittassa újra a küzdővermeket. Kisujj nyugatra indul Sansával, célja azonban még ismeretlen. Stannis vadakat toboroz a hadseregébe Roose Bolton ellen. Havas Jon sikertelenül próbálja meggyőzni Mance Raydert, hogy hajtson térdet Stannis előtt, mire válaszul a király megégetteti. Miközben a máglyán ég, Jon kegyelemből átlövi a szívét egy nyílvesszővel. |     |                                                                        |                  |                              |                                     |             |
| 42. | 2.  | A Fekete és a Fehér Háza (The House of Black and White)                | Michael Slovis   | David Benioff és D. B. Weiss | 2015. április 19. 2015. április 20. | 6,81 millió |
| Arya Braavosba érkezik, ahol bekerül a Fekete és Fehér Templomába, a Sokarcú Isten szolgálói közé. Jaime Bronn segítségével Dorne-ba indul, hogy hazahozza Myrcellát, miután halálos fenyegetést kapnak. Podrick és Brienne rálelnek Sansára, aki nem kér a segítségükből, ennek ellenére úgy döntenek, a nyomukban maradnak. Stannis felajánlja Jonnak, hogy törvényesíti és Deres urává teszi, ám ő elutasítja. Samnek köszönhetően Jont választják az Éjjeli őrség 998. parancsnokának. Daenerys kivégeztet egy rabszolgát, aki igazságosnak gondolva, de a törvény ellenére gyilkolt, ami miatt tömegzavargás tör ki. |     |                                                                        |                  |                              |                                     |             |
| 43. | 3.  | Főveréb / A Főveréb (High Sparrow)                                     | Mark Mylod       | David Benioff és D. B. Weiss | 2015. április 26. 2015. április 27. | 6,71 millió |
| Margaeryt hozzáadják Tommenhez, és nyomban elkezdi győzködni az ifjú uralkodót, hogy küldje haza az anyját Kaszter-hegyre. Kisujj Deresbe viszi Sansát, azzal a szándékkal, hogy szövetséget kovácsoljon Észak és a Völgy között, hogy Királyvár ellen fordulhasson. Ennek érdekében Sansát Ramsay-hez akarja hozzáadatni. Stannis törvényesíteni szeretné Havas Jont, de ő visszautasítja az ajánlatot. Közben Braavosban Aryának, hogy senkivé válhasson, meg kell szabadulnia minden személyes holmijától, de Tűt nem tudja eldobni, hanem egy kőrakás alá rejti. A Fekete Várban Janos Slynt ellenszegül Havas Jon parancsának, aki ezért kivégzi. Lancel erkölcstelenségen kapja a főseptont egy bordélyban, ami miatt elmozdítják hivatalából, Cersei pedig úgy gondolja, érdemes lenne a Főverébnek bizalmat szavazni. Tyrion és Varys Voltantisba érkeznek, ahol a törpét elrabolja Ser Jorah Mormont. |     |                                                                        |                  |                              |                                     |             |
| 44. | 4.  | A Hárpia Fiai (The Sons of the Harpy)                                  | Mark Mylod       | Dave Hill                    | 2015. május 3. 2015. május 4.       | 6,82 millió |
| A verebek letartóztatják Ser Loras Tyrellt, Margaery dühe ellenére Tommen semmit nem tud tenni. Melisandre megpróbálja rábírni Havas Jont, hogy tartson Stannisszel délre. Kisujj Királyvárba indul és elhagyja Sansát. Jaime és Bronn Dorne-ba érkeznek, ahol néhány lovas legyilkolása után álruhában folytatják utukat. Amikor ezt a Homokkígyók megtudják, Ellaria azt akarja, hogy Oberyn haláláért legyenek ők a gyorsabbak, és kapják el Myrcellát. Ser Jorah Mormont visszaindul Tyrionnal Meerenbe, akit a túszaként cipel, hogy így kerüljön vissza Daenerys kegyeibe. A városban közben kitör az erőszak: miután Hizdahr zo Loraq ismételt kérése ellenére sem nyílnak meg a küzdővermek, a Hárpia Fiai támadásba lendülnek, megölik Ser Barristan Selmyt, és súlyosan megsebesítik Szürke Férget. |     |                                                                        |                  |                              |                                     |             |
| 45. | 5.  | Öld meg a fiút (Kill the Boy)                                          | Jeremy Podeswa   | Bryan Cogman                 | 2015. május 10. 2015. május 11.     | 6,56 millió |
| Brienne és Podrick Deres alá érkeznek, és bejuttatnak egy üzenetet Sansának, hogy jelezzen nekik, ha bármi baj érné. Sansa találkozik a Bűzössé változott Theonnal. A Falon Tormund szövetséget ajánl az Éjjeli Őrségnek, ha cserébe a vadak letelepedhetnek a Faltól délre. Jon, társai tiltakozása ellenére beleegyezik ebbe, és Tormunddal együtt Rideghonba indul a vadakért. Stannis délre indul, Deres felé, hogy visszafoglalja a várat, és vele tart Selyse és Shireen is. Szürke Féreg felépül, de elkeseredett Ser Barristan halála miatt. Daenerys megtorolja a történteket, de a béke jegyében megnyittatja a küzdővermeket, és hozzámegy Hizdahr zo Loraqhoz. Tyrion és Jorah Valyrián keresztül hajóznak, ahol kőemberek támadnak rájuk. Megmenekülnek, de Ser Jorah-t megfertőzik a szürkehámmal. |     |                                                                        |                  |                              |                                     |             |
| 46. | 6.  | Meg nem hajol, meg nem rogy, meg nem törik (Unbowed, Unbent, Unbroken) | Jeremy Podeswa   | Bryan Cogman                 | 2015. május 17. 2015. május 18.     | 6,24 millió |
| Jaqen megmutatja az Arcok Házát Aryának, ahol korábbi áldozatok arcai láthatóak, akiket magukra tudnak ölteni. Jaime és Bronn megtalálják Myrcellát és jegyesét, de a Homokkígyók rajtuk ütnek. Csak a dorne-i palotaőrség közbelépése miatt ér véget a harc, és mindannyiukat börtönbe vetik. Kisujj elárulja Cerseinek Ramsay és Sansa házasságát, majd a támogatását kéri, hogy a Völgy uraival Deres ellen indulhasson, cserébe az Észak Őrzője címet kéri. Olenna megfenyegeti Cerseit, hogy a szövetségük végét jelentheti Ser Loras bebörtönzése. Loras kihallgatásán ő és Margaery is tagadják a fajtalanságának a vádját, míg Olyvar mindent be nem vall. Emiatt Margaeryt is tömlöcbe vetik, mert hazudott az istenek előtt. Deresben Ramsay elveszi Sansát, majd megerőszakolja a lányt, Bűzös szeme láttára. |     |                                                                        |                  |                              |                                     |             |
| 47. | 7.  | Az ajándék / Az adomány (The Gift)                                     | Miguel Sapochnik | David Benioff és D. B. Weiss | 2015. május 24. 2015. május 25.     | 5,40 millió |
| Jon elindul Rideghonba, nem sokkal ezt követően pedig meghal Aemon mester. Szegfűt megtámadja két testvér, de Sam a segítségére siet. Sansa segítséget kér Bűzöstől, ő azonban, mert retteg Ramsay-től, inkább mindent bevall neki. Válaszul Ramsay megnyúzza a nőt, aki segíteni akart Sansának. Melisandre azt kéri Stannistől, hogy a hadiszerencse érdekében égessék meg a lányát, Shireent, aki elutasítja ezt. Ser Jorah-t és Tyriont kalózok fogják el, akik eladják őket rabszolgának. Elérik, hogy a meereni küzdővermek megnyitásakor ott legyeken. Jorah legyőz mindenkit, majd a megbocsátás kéréseként felajánlja királynőjének Tyriont. Dorne-ban Myrcella nem érti, miért kell hazamennie, amikor szeretik egymást jegyesével. Olenna azt követeli a Főverébtől, hogy engedje el az unokáit, de ő elutasítja a kérést. A Töviskirálynő segítségére Kisujj lesz, aki némi információt szivárogtat. Ennek hatására kiderül, hogy Ser Lancel is lefeküdt valamikor Cerseivel, amiért a régenskirálynőt is börtönbe vetik. |     |                                                                        |                  |                              |                                     |             |
| 48. | 8.  | Rideghon (Hardhome)                                                    | Miguel Sapochnik | David Benioff és D. B. Weiss | 2015. május 31. 2015. június 1.     | 7,01 millió |
| Cersei a megalázó bánásmód ellenére is visszautasítja, hogy bevallja bűneit. Arya első feladata kagylóáruslányként mindent megtudnia egy kereskedőről, aki csalárdul viselkedik, majd meg kell őt ölnie. Bűzös (Theon) bevallja Sansának, hogy retteg Ramsay-től, és hogy nem Brant és Rickont ölette meg. Mikor Ramsay megtudja, hogy Stannis Deres felé tart, csapatot kér apjától. Meerenben Tyrion meggyőzi Daeneryst, hogy hagyja meg Ser Jorah életét, de újra száműzi. Rideghonban Jon sikeresen meggyőzi a vadakat, hogy tartsanak velük, amikor hirtelen rajtuk ütnek a Mások. Jon megöli az egyiküket a valyriai acélból készült kardjával. A hatalmas és véres csata után alig néhányan tudnak megmenekülni, miközben az Éjkirály élőhalott seregként támasztja fel a holtakat. |     |                                                                        |                  |                              |                                     |             |
| 49. | 9.  | Sárkányok tánca (The Dance of Dragons)                                 | David Nutter     | David Benioff és D. B. Weiss | 2015. június 7. 2015. június 8.     | 7,14 millió |
| Ramsay mindössze húsz emberrel szabotálja Stannis seregeinek továbbhaladását, amikor hirtelen kitör a hóvihar. A veszteségek miatt végül enged a kegyetlen Melisandre követelésének, és felesége beleegyezésével megégetteti kislányát, Shireent. Jon és a vadak visszatérnek a Falra, ahol nem várják őket éppen szívélyesen. Dorne-ban Doran herceg hazaengedi Myrcellát azzal, hogy jegyese, Trystane is vele megy, hogy a Kistanácsban megkapja Oberyn helyét. Meerenben Daenerys észreveszi, hogy Ser Jorah már megint a küzdővermekben harcol. Az eseményt a Hárpia Fiainak támadása szakítja félbe. Mielőtt azonban végső csapást mérhetnének, megjelenik Drogon, és elviszi magával a hátán Daeneryst. |     |                                                                        |                  |                              |                                     |             |
| 50. | 10. | Az Anya irgalma / Az Anya kegyelme (Mother’s Mercy)                    | David Nutter     | David Benioff és D. B. Weiss | 2015. június 14. 2015. június 15.   | 8,11 millió |
| Sam, Szegfű, és a gyermeke Óvárosba indulnak, ahol Sam elkészítheti a mesterláncát. Selyse királyné öngyilkos lesz, Stannis fele serege pedig dezertál. Ramsay könnyűszerrel legyőzi a seregét, Stannisszel pedig Brienne végez. Melisandre visszamenekül a Fekete Várba. Sansa és Theon kalandos körülmények közepette megszöknek Deresből. Cersei végül bevallja bűneit, aminek következtében először is nyilvános megszégyenítés során meztelenül kell végigsétálnia Királyváron. Quburn mester mindazonáltal egy ajándékkal várja, az élőhalottként feltámasztott Ser Gregor Clegane-nel, aki már csak őt szolgálja a Királyi Testőrség tagjaként. Jaime, Bronn, Myrcella és Trystane elhajóznak, ám Ellaria bosszúja miatt Myrcella lassan ható méreg miatt életét veszti, Trystane-t pedig megölik. Arya felfedezi, hogy Ser Meryn Trant Braavosban van, így beteljesítve bosszúját, megöli őt. Az engedetlenségért Jaqen átmenetileg elveszi a szeme világát. Varys Meerenbe érkezik, ahol Tyrionnal, Missandeivel és Szürke Féreggel vezetik a várost, míg Daenerys vissza nem tér. Keresésére Ser Jorah és Daario indulnak. Daeneryst messzire repíti Drogon, ahol egy csapat dothraki fogságába esik. A Fekete Várban a Havas Jonnal elégedetlen testvérek orvtámadást intéznek ellene, leszúrják és hagyják meghalni. |     |                                                                        |                  |                              |                                     |             |